# Mekanisering
Mekanisering af en arbejdsproces er et skifte fra personer som arbejdskraft til brug af maskiner. Det bedste eksempel er den massive ændring af industrien i den omtrentlige periode 1750 – 1850, der kaldes Den Industrielle Revolution.